# Episodi di Elvira's Movie Macabre (prima stagione)
La prima stagione della serie televisiva Elvira's Movie Macabre è stata trasmessa in anteprima negli Stati Uniti d'America dall'emittente locale KHJ-TV dal 26 settembre 1981 al 14 agosto 1982.
La serie è inedita in Italia.
| nº | Titolo originale                   | Prima TV USA      |
| -- | ---------------------------------- | ----------------- |
| 1  | Grave of the Vampire               | 26 settembre 1981 |
| 2  | Silent Night, Bloody Night         | 3 ottobre 1981    |
| 3  | The House That Screamed            | 10 ottobre 1981   |
| 4  | The Fall of the House of Usher     | 17 ottobre 1981   |
| 5  | The Dunwich Horror                 | 25 ottobre 1981   |
| 6  | Blacula                            | 1º novembre 1981  |
| 7  | The Comedy of Terrors              | 7 novembre 1981   |
| 8  | The Thing with Two Heads           | 15 novembre 1981  |
| 9  | The Werewolf of Washington         | 21 novembre 1981  |
| 10 | Cry of the Banshee                 | 29 novembre 1981  |
| 11 | Count Yorga, Vampire               | 5 dicembre 1981   |
| 12 | Murders in the Rue Morgue          | 12 dicembre 1981  |
| 13 | Baron Blood                        | 27 dicembre 1981  |
| 14 | Dr. Jekyll and Sister Hyde         | 3 gennaio 1982    |
| 15 | The Crimson Cult                   | 10 gennaio 1982   |
| 16 | The Murder Clinic                  | 16 gennaio 1982   |
| 17 | Horror Express                     | 23 gennaio 1982   |
| 18 | The Incredible 2-Headed Transplant | 30 gennaio 1982   |
| 19 | Horror Hospital                    | 6 febbraio 1982   |
| 20 | Rattlers                           | 13 febbraio 1982  |
| 21 | Disciple of Death                  | 20 febbraio 1982  |
| 22 | Frankenstein                       | 28 febbraio 1982  |
| 23 | The Devil's Rain                   | 6 marzo 1982      |
| 24 | Psychic Killer                     | 13 marzo 1982     |
| 25 | Necromancy                         | 20 marzo 1982     |
| 26 | The Spectre of Edgar Allan Poe     | 27 marzo 1982     |
| 30 | The Deathmaster                    | 1° aprile 1982    |
| 27 | Peeping Tom                        | 3 aprile 1982     |
| 28 | Legacy of Blood                    | 10 aprile 1982    |
| 29 | Deathdream                         | 18 aprile 1982    |
| 31 | Beware! The Blob                   | 1° maggio 1982    |
| 32 | Good Against Evil                  | 8 maggio 1982     |
| 33 | The Brotherhood of Satan           | 15 maggio 1982    |
| 34 | The Mad Magician                   | 22 maggio 1982    |
| 35 | The Turn of the Screw              | 22 maggio 1982    |
| 36 | Count Dracula's Great Love         | 29 maggio 1982    |
| 37 | Jennifer                           | 12 giugno 1982    |
| 38 | Masque of the Red Death            | 19 giugno 1982    |
| 39 | The Tomb of Ligeia                 | 26 giugno 1982    |
| 40 | The Incredible Melting Man         | 3 luglio 1982     |
| 41 | The Fearless Vampire Killers       | 10 luglio 1982    |
| 42 | Terror House                       | 17 luglio 1982    |
| 43 | The Baby                           | 24 luglio 1982    |
| 44 | The House of Seven Corpses         | 31 luglio 1982    |
| 45 | Psychomania                        | 7 agosto 1982     |
| 46 | Whoever Slew Auntie Roo?           | 14 agosto 1982    |